# Le Rat Luciano
Le Rat Luciano (* 21. April 1976 in Marseille als Christophe Carmona) ist ein französischer Rapper, der zur Fonky Family gehört.

## Leben
Carmona wurde im Stadtteil Panier in Marseille geboren und wuchs dort auf. Sein Vater ist spanischer Herkunft, seine Mutter stammt aus Martinique.
Le Rat Luciano begann seine Karriere bei den Black and White Zulus unter dem Künstlernamen Don Carmon. Pone und DJ Djel brachten Don Carmon (Le Rat) und Menzo (von der Gruppe Black & White Zulus) mit Sat und Don Choa (von der Gruppe Le Rythme und La Rime) zusammen. Anlässlich eines Konzerts wurde die Band „Fonky Family“ begründet, deren erster gerappter Song den Titel On pète les plombs trug. Im Januar 1998 veröffentlichte die Fonky Family ihr erstes Album Si Dieu veut..., zertifiziert mit Doppel-Platin.
Im Oktober 2000 veröffentlichte Le Rat Luciano sein erstes Soloalbum mit dem Titel Mode De Vie... Béton Style, zertifizierte Goldschallplatte, mit Stücken wie Sacré, Il est fou ce monde, Niquer le Bénef und Zic de la Zone, die in der Fachpresse als Hip-Hop-Klassiker gelten. Das Album hat eine Auflage von ca. 220.000 Exemplaren. Im März 2001 wirkte er bei der Produktion des zweiten Werkes von Fonky Family mit, Art de rue (eine Doppel-Platin-Scheibe).
Im Jahr 2006 komponierte er sieben Lieder für das dritte Album, Marginale musique (goldene Schallplatte). Die Gruppe veröffentlichte ein Live-Album vom Konzert der Fonky Family, das im November 2001 im Dôme de Marseille stattfand. In einem Interview mit Fred Musa im Jahr 2008 bestätigte Le Rat Luciano das Ende von Fonky Family, das zuvor von Sat l'Artificier, einem weiteren Mitglied der Gruppe, angekündigt worden war.
Ein neues Album mit 61 Liedern von Le Rat Luciano wurde Anfang 2010 für den 14. Juni desselben Jahres angekündigt. Im Jahr 2011 kündigte Zesau, Rapper der Gruppe Dicidens, die Veröffentlichung seines ersten Soloalbums Frères d'armes an, an dem Le Rat Luciano teilnahm. Im Januar 2012 wirkte Le Rat Luciano an dem Videoclip Écrire l'histoire de Lil'Sai mit. Im Jahr 2013 kündigte er die Veröffentlichung eines zweiten Soloalbums an.
Im Juni 2017 erschien er auf dem Cover des Albums Je ne me vois pas briller von JUL, einem weiteren Rapper aus Marseille, mit dem er eng befreundet ist. 

## Diskografie
Für Veröffentlichungen mit Fonky Family siehe hier.

### Studioalben
| Jahr | Titel                    | Höchstplatzierung, Gesamtwochen, AuszeichnungChartsChartplatzierungen (Jahr, Titel, Platzierungen, Wochen, Auszeichnungen, Anmerkungen) | Anmerkungen                            |
| Jahr | Titel                    | FR | Anmerkungen                            |
| ---- | ------------------------ | --- | -------------------------------------- |
| 2000 | Mode De Vie… Béton Style | FR6 (7 Wo.)FR | Erstveröffentlichung: 30. Oktober 2000 |

### Mixtapes und EPs
| Jahr | Titel                    | Höchstplatzierung, Gesamtwochen, AuszeichnungChartsChartplatzierungen (Jahr, Titel, Platzierungen, Wochen, Auszeichnungen, Anmerkungen) | Anmerkungen |
| Jahr | Titel                    | FR | Anmerkungen |
| ---- | ------------------------ | --- | ----------- |
| 2010 | Quartier Attitude part 2 | FR119 (4 Wo.)FR | mit DJ Djel |

Weitere Mixtapes
- 2009: Quartier Attitude part 1 (mit DJ Djel)

### EPs
- 1992: Black and White Zulus

### Singles
- 2000: Sacré

### Gastbeiträge
| Jahr | Titel Album                            | Höchstplatzierung, Gesamtwochen, AuszeichnungChartsChartplatzierungen (Jahr, Titel, Album, Platzierungen, Wochen, Auszeichnungen, Anmerkungen) | Anmerkungen |
| Jahr | Titel Album                            | FR | Anmerkungen |
| --- | -------------------------------------- | --- | --- |
| 2021 | Reda (partie 3) –                      | FR49 Gold · (2 Wo.)FR | Erstveröffentlichung: 10. Dezember 2021 Lacrim feat. Mister You, Koba LaD, Niro & Le Rat Luciano                                         |
| Folgende Lieder erschienen nicht als Single, wurden aber durch das Album zum Download und Streaming bereitgestellt und konnten somit eine Platzierung erlangen: |                                        | | |
| |                                        | | |
| 2014 | Mets les en I Je trouve pas le sommeil | FR195 (1 Wo.)FR | Jul feat. Le Rat Luciano |
| 2017 | Full Option Je ne me vois pas briller  | FR62 (3 Wo.)FR | Jul feat. Le Rat Luciano |
| 2017 | Madame Je ne me vois pas briller       | FR65 Gold · (3 Wo.)FR | Jul feat. Le Rat Luciano |
| 2018 | Parle pas de nous À l’instict          | FR116 (1 Wo.)FR | Naps feat. Fianso & Le Rat Luciano |
| 2020 | L’étoile sur le maillot 13 Organisé    | FR3 Gold · (10 Wo.)FR | 13 Organisé feat. L’algerino, Alonzo, Stone Black & Le Rat Luciano                                                                       |
| 2020 | Comme un voyou Loin du monde           | FR50 (2 Wo.)FR | Jul feat. Le Rat Luciano |
| 2021 | Tagada Les mains faites pour l’or      | FR184 (1 Wo.)FR | Naps feat. Le Rat Luciano & Soolking |
| 2021 | Fantôme Jvlivs II                      | FR59 Gold · (3 Wo.)FR | Sch feat. Le Rat Luciano & Jul Bonustrack der physischen Albumfassung                                                                    |
| 2024 | TP dans le froid Décennie              | FR37 (2 Wo.)FR | Jul feat. Le Rat Luciano & Zkr |
| 2024 | Sous le soleil 13 Organisé 2           | FR42 (4 Wo.)FR | Erstveröffentlichung: 6. September 2024 Jul & L’algerino feat. Sat, Fahar, Alonzo, Le Rat Luciano, Menzo, Don Choa, As Vicenzo & Soprano |